# Gymnocheta zhelochovtsevi
Gymnocheta zhelochovtsevi är en tvåvingeart som beskrevs av Zimin 1958. Gymnocheta zhelochovtsevi ingår i släktet Gymnocheta och familjen parasitflugor. Det är osäkert om arten förekommer i Sverige. Inga underarter finns listade i Catalogue of Life.